# Cem Kızıltuğ
Cem Kızıltuğ (født 16. april 1974 i Istanbul) er en tyrkisk karikaturtegner og illustrator. Han arbejder for Zaman og illustrerer også børnebøger.
Kızıltuğ graduerede fra Marmara-universitetet, Faculty of Fine Arts i 1997. Han er gift med den grafiske designer Ravza Kızıltuğ.

## Priser
- Turkish Writers’ Association tildelte Cem Kızıltuğ “Cartoonist of the Year” i 2005.
- Han opnåede 10 “Award of Excellence” og en sølvpris for sin illustration i konkurrencen Society for News Design i 2006, 2007, 2008, 2009 og 2010.